# Рудык, Сергей Ярославович
Сергей Ярославович Рудык (род. 11 октября 1970, Черновцы) — украинский политик. Кандидат исторических наук (2004). С 12 ноября 2019 года — народный депутат Украины IX созыва. С 2 декабря 2014 по 29 августа 2019 года — народный депутат Украины VIII созыва избран путём самовыдвижения по избирательному округу № 198 Черкасская область. Председатель подкомитета по вопросам государственного долга и финансирования государственного бюджета Комитета Верховной Рады Украины по вопросам бюджета.

## Образование
Черновицкий государственный университет имени Юрия Федьковича, исторический факультет (1992), «Всемирная история»; Украинская академия государственного управления при Президенте Украины (2001), магистр государственного управления.
Кандидат исторических наук.

## Карьера

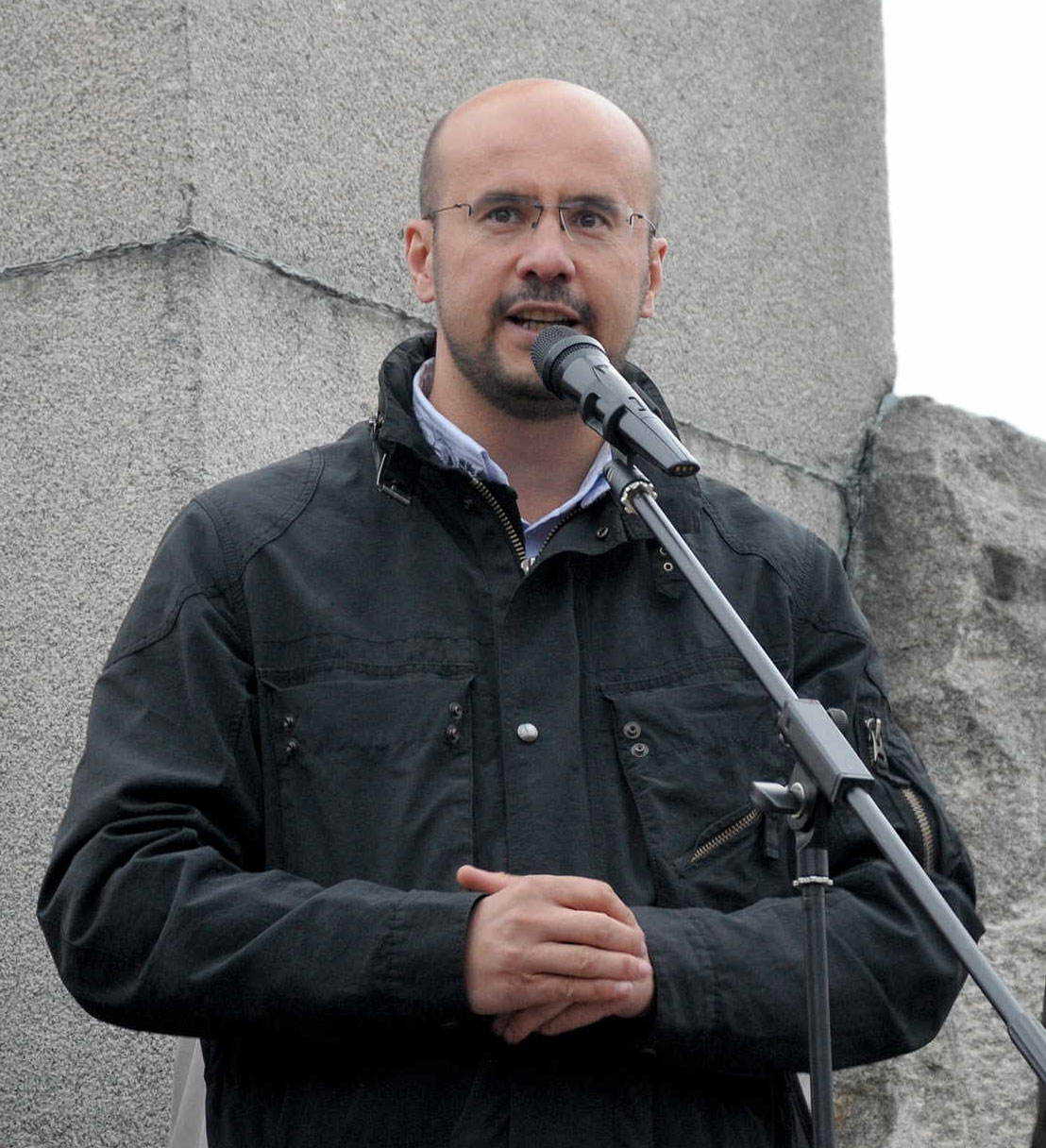
Сергей Рудык в 2014

- Август — ноябрь 1992 — воспитатель Выжницкой школы-интерната Черновицкой области.
- Ноябрь 1992 — октябрь 1995 — аспирант Черновицкого государственного университета имени Юрия Федьковича.
- 1993—1994 — корреспондент всеукраинской газеты «Час».
- Ноябрь 1995 — июнь 1996 — преподаватель Черновицкого механико-технологического техникума.
- Июнь — сентябрь 1996 — начальник отдела организационного обеспечения возвращения депортированных — заместитель начальника управления по делам депортированных, июль — сентябрь 1996 — начальник управления по делам депортированных Министерства Украины по делам национальностей и миграции.
- Сентября 1996 — август 1999 — начальник управления по делам депортированных Государственного комитета Украины по делам национальностей и миграции.
- Сентября 1999 — февраль 2001 — слушатель Украинской академия государственного управления при Президенте Украины.
- Руководитель Черновицкой областной ассоциации молодых украинских политологов и политиков (с марта 1996), председатель Совета молодёжных организаций Черновицкой области (с мая 1996).
- Председатель наблюдательного совета ОО «Фонд региональных инициатив» (с марта 2001).
- Президент Ассоциации государственных служащих (с мая 2005).
- Координатор Коалиции общественных организаций Украины «Свобода выбора».
- Член совета Всеукраинского общественного мониторингового комитета (2001—2002).
- Шеф-редактор всеукраинской правовой газеты «Общественный защитник» (2003—2005).
- Депутат Киевского горсовета (апрель 2006 — май 2008), председатель постоянной комиссии по вопросам местного самоуправления, региональных и международных связей (с июня 2006).
- Председатель политсовета Киевской городской организации ГП «Пора» (в 2007) заместитель председателя Совета по вопросам этнонациональной политики (с мая 2006).
- 24 октября 2005 — 10 января 2007 — председатель Государственного комитета Украины по делам национальностей и миграции.
- Март 2007 — март 2010 — заместитель председателя Киевской горгосадминистрации.
- Советник Председателя Тернопольского областного совета.
- Докторант Национальной академии государственного управления при Президенте Украины, тема докторской диссертации: «Механизмы государственного управления внешней миграцией в интересах общественного развития: формирование и целесообразность внедрения» (ноябрь 2011 — январь 2013).
- Руководитель секретариата депутатской фракции ВО «Свобода» в Верховной Раде Украины (январь 2013 — апрель 2014).
- В апреле 2014 года был назначен председателем Государственного агентства земельных ресурсов Украины. Отстранён от исполнения обязанностей распоряжением Кабмина 10 сентября 2014[1] Уволен с должности 26 ноября 2014 года в связи с избранием народным депутатом Украины.

## Парламентская деятельность
На внеочередных выборах народных депутатов Украины 26 октября 2014 избран по одномандатному избирательному округу № 198 (Черкасская область) путём самовыдвижения. 2 декабря 2014 принёс присягу народного депутата. В Раде занял пост главы подкомитета по вопросам государственного долга и финансирования государственного бюджета комитета по вопросам бюджета.
20 марта 2015 года остановил членство в «Свободе» и в межфракционной парламентской группе ВО «Свобода». 11 апреля 2016 года вступил в парламентскую фракцию БПП. 12 апреля 2016 ВО «Свобода» призвала общественность и прессу не ассоциировать народного депутата Сергея Рудыка с этой политической силой и осудила его «соглашательскую позицию и вход во фракцию власти».
25 декабря 2018 года включён в санкционный список России.

## Скандалы
14 июня 2014 Сергей Рудык как глава Государственного агентства земельных ресурсов Украины прибыл в Днепропетровск представлять вновь назначенного и. о. председателя областного Управления земельных ресурсов Вадима Чувпило, но в местный ОГА так и не доехал. По информации очевидцев, прямо перед зданием Кировского райотдела милиции вооружённые неизвестные вытащили Сергея Рудыка с автомобиля, избили, бросили в другую машину и увезли в неизвестном направлении. Также из машины Сергея Рудыка вытащили водителя и угнали автомобиль. Впрочем, вечером представители Днепропетровской ОГА сообщили, что Рудык никуда не исчезал, а просто был записан в добровольческий батальон и отправлен в зону АТО в качестве рядового солдата, хотя это невозможно, так как Рудык на тот момент был капитаном запаса.

## Личная жизнь
Отец Ярослав Демьянович (1947), мать Таисия Николаевна (1948).
Вместе с женой Марианной воспитывает 3 детей: сыновей Максима 1999 г. р., Ивана 2006 г. p., и дочь Евгению 2012 г. р.

## Работы
Является автором и соавтором более 20 научно-публицистических трудов по вопросам государственного управления, развития гражданского общества и миграционной проблематике, в частности:
- «Этика поведения государственных служащих во время выборов»,
- «Органы самоорганизации населения. Современные тенденции. Основы создания, проблемы функционирования и развития»,
- «Объединение совладельцев многоквартирного дома как институт гражданского общества».

## Награды и звания
- Государственный служащий 2-го ранга (декабрь 2005)[7]
- Почётная грамота Верховной Рады Украины (март 2006)[8]
- Орден «За заслуги» III степени (1 октября 2009)[9]
- Орден «За заслуги» II степени (декабрь 2017)[10]
- Орден Святого Георгия Победоносца (октябрь 2007)[11]
- Орден Святого Николая Чудотворца (июль 2009)[12]
- Орден Святого Равноапостольного князя Владимира Великого III степени (ноябрь 2013)[13]
- Орден Христа Спасителя (август 2014)[14]
- Орден Святого Равноапостольного князя Владимира Великого II степени (октябрь 2017)[15]
- Орден святых Кирилла и Мефодия (октябрь 2017)[16]
- Нагрудный знак «Знак Почёта» (Киев) (сентябрь 2006)[17]
- «Крест Симона Петлюры» (июль 2009)[18]
- Медаль «За жертвенность и любовь к Украине» (2015)
- Медаль «За содействие Вооружённым Силам Украины» (июль 2017)[19]

## Ссылка
- Госкомзем Украины
- Dovidka.com.ua
- Страница на сайте Верховной Рады Украины
- Наталья Влащенко. Пребывание у власти любой политической силы снижает любой рейтинг. 112 Украина (8 июля 2015). Дата обращения: 15 мая 2018.